# Fake Empire Productions
Fake Empire Productions é uma empresa fundada por Josh Schwartz e Stephanie Savage para desenvolver e produzir séries de televisão e filmes. Suas produções mais notáveis incluem a série Gossip Girl (criada por Schwartz e Savage), Chuck (criada por Schwartz e Chris Fedak), Hart of Dixie (criada por Leila Gerstein) e The Carrie Diaries (criada por Amy B. Harris). A empresa foi formada para se concentrar em projetos de televisão e produzir filmes, com a intenção de se ramificar em séries, música e livros. Schwartz anteriormente operava sob o banner da College Hill Pictures, Inc., que cedeu na formação da Fake Empire.
A divisão de televisão da Fake Empire está sediada na Warner Bros. Television, que distribui as séries de televisão Gossip Girl, Chuck, Hart of Dixie, The Carrie Diaries, Cult e Dynasty. A maioria das séries da Fake Empire são exibidas pela The CW.

## Produções
A seguir a lista dos créditos de produção da Fake Empire, formada em 2010, e sua encarnação anterior, College Hill Pictures, Inc.

### Séries de televisão
| Título                   | Emissora/serviço | Ano           |
| ------------------------ | ---------------- | ------------- |
| The O.C.                 | FOX              | 2003–2007     |
| Gossip Girl              | The CW           | 2007–2012     |
| Chuck                    | NBC              | 2007–2012     |
| Hart of Dixie            | The CW           | 2011–2015     |
| The Carrie Diaries       | The CW           | 2013–2014     |
| Cult                     | The CW           | 2013          |
| The Astronaut Wives Club | ABC              | 2015          |
| Dynasty                  | The CW           | 2017–presente |
| Marvel's Runaways        | Hulu             | 2017–2019     |
| Nancy Drew               | The CW           | 2019–presente |
| Looking for Alaska       | Hulu             | 2019          |
| Gossip Girl              | HBO Max          | 2021          |

### Filmes
| Título             | Formato      | Ano  |
| ------------------ | ------------ | ---- |
| Fun Size           | Filme        | 2012 |
| Endless Love       | Filme        | 2014 |
| No Cameras Allowed | Documentário | 2014 |

Internet
| Título        | Formato  | Site      | Ano  |
| ------------- | -------- | --------- | ---- |
| Rockville, CA | Websérie | TheWB.com | 2009 |

## Membros
Os membros da equipe da Fake Empire, todos com créditos de produção em pelo menos uma das séries/filmes acima, incluem, em ordem alfabética:
- Amalia Connors
- Amy B. Harris
- Bob DeLaurentis
- Bob Levy
- Candace Bushnell
- Chase Grey
- Chris Fedak
- Dave Bartis
- Doug Liman
- Jason Ensler
- John Stephens
- Josh Schwartz
- Joshua Safran
- Leila Gerstein
- Leonard Goldstein[4]
- Leslie Morgenstein
- Len Goldstein
- Lis Rowinski
- McG
- Miguel Arteta
- Rockne S. O'Bannon
- Stephanie Savage